# Aphrastomyia cramptoni
Aphrastomyia cramptoni är en tvåvingeart som beskrevs av Coher och Lane 1949. Aphrastomyia cramptoni ingår i släktet Aphrastomyia och familjen svampmyggor. Inga underarter finns listade i Catalogue of Life.